# Preintal
Preintal liegt westlich von Schwarzau im Gebirge im Tal des Preinbaches, der am Eingang der Schwarza in das Höllental in ebendiese mündet.

## Geografie
Der Ort besteht aus zahlreichen Einzellagen und der Streusiedlung Hirschbach, die am Eingang in das Preintal liegt. Die durch die Siedlung führende L4173 endet nach knapp 6 Kilometern und geht in einen Weg über, der über die Gscheidlhöhe nach Lahnsattel und weiter nach Mariazell führt, von dem sich aber auch der Gippel besteigen lässt.